# 237 Dywizja Piechoty (III Rzesza)
237 Dywizja Piechoty (niem. 237. Infanterie-Division) – niemiecka dywizja z czasów II wojny światowej, sformowana na poligonie Milowitz na mocy rozkazu z 12 czerwca 1944, w 27. fali mobilizacyjnej w XII Okręgu Wojskowym.

## Struktura organizacyjna
1046., 1047. i 1048. pułk grenadierów, 237. pułk artylerii, 237. batalion pionierów (saperów), 237. dywizyjny batalion fizylierów, 237. kompania przeciwpancerna, 237. oddział łączności, 237. polowy batalion zapasowy;

## Dowódcy dywizji
- Generalleutnant Hans von Grävenitz 12 VI 1944 – IV 1945;
- Oberst Karl Falkner IV 1945 – 8 V 1945;